# Trouans
Trouans is een gemeente in het Franse departement Aube (regio Grand Est) en telt 207 inwoners (1999). De plaats maakt deel uit van het arrondissement Troyes.

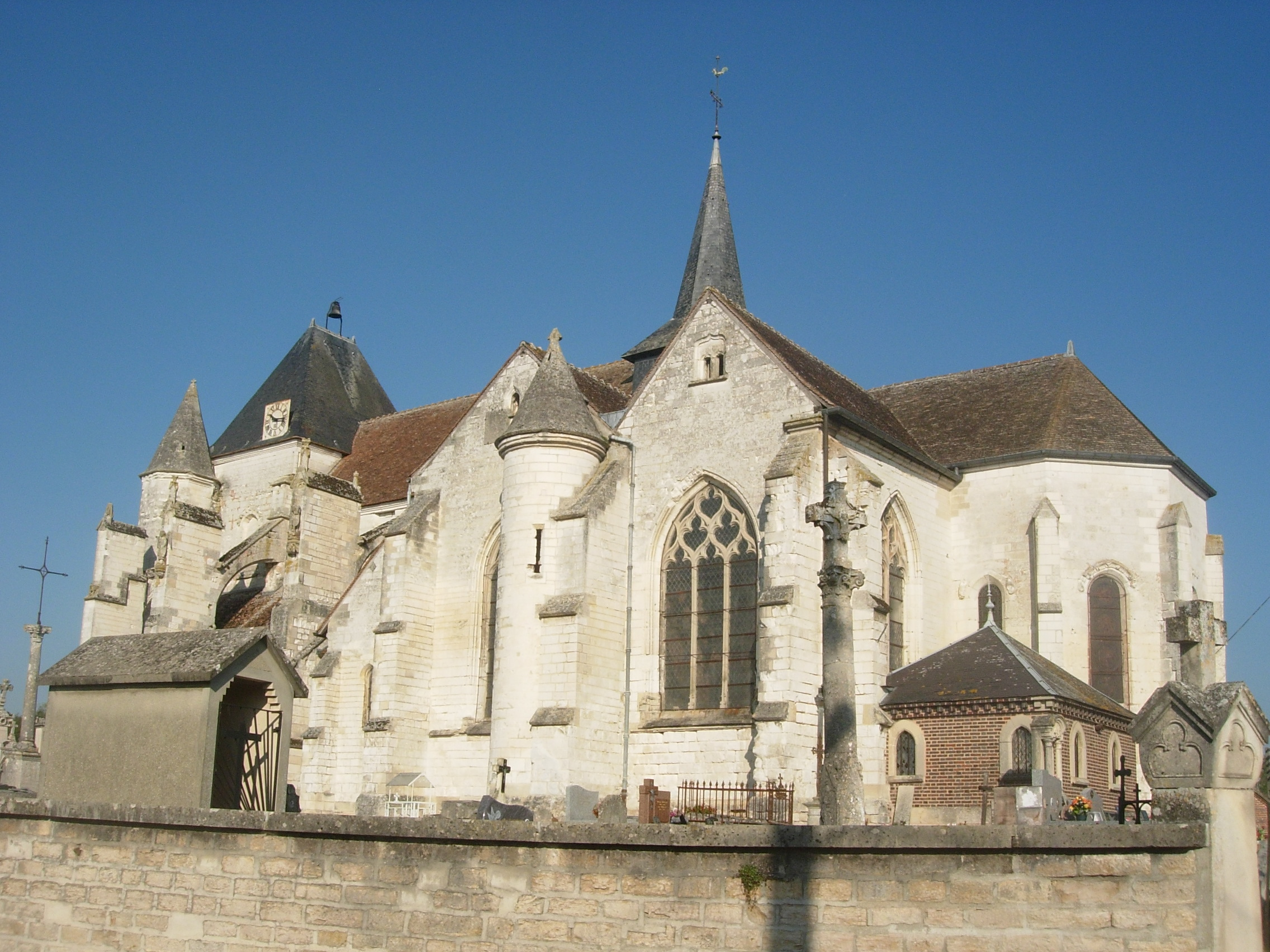
Kerk in Trouans
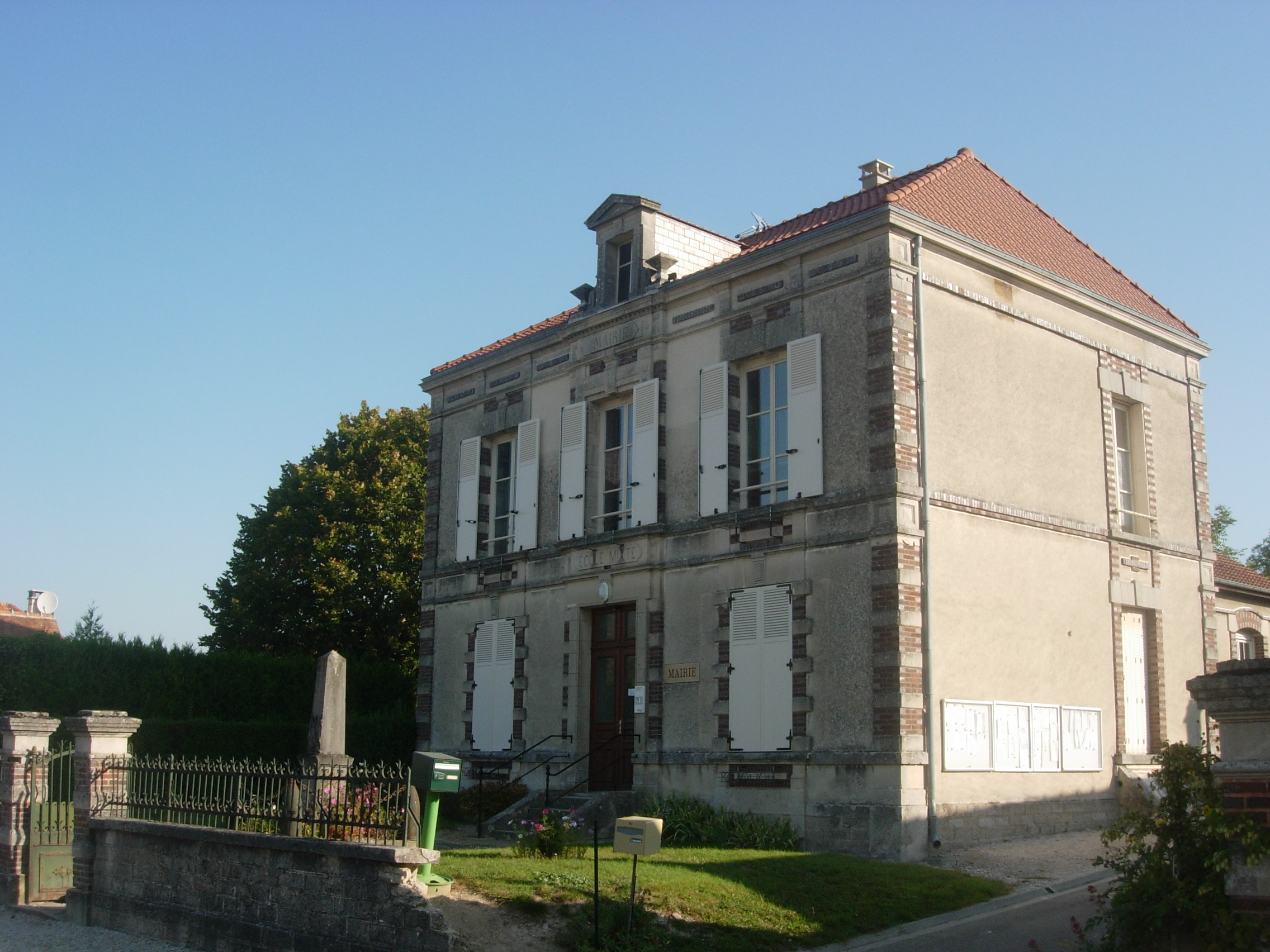
Gemeentehuis

## Geografie
De oppervlakte van Trouans bedraagt 28,4 km², de bevolkingsdichtheid is 7,3 inwoners per km².
De onderstaande kaart toont de ligging van Trouans met de belangrijkste infrastructuur en aangrenzende gemeenten.

## Demografie
Onderstaande figuur toont het verloop van het inwonertal (bron: INSEE-tellingen).

Vanwege een beveiligingsprobleem met de MediaWiki Graph-software is het momenteel niet mogelijk deze grafiek weer te geven. Zodra de software is bijgewerkt zal de grafiek vanzelf weer zichtbaar worden.
1. ↑  Populations de référence 2022.